# Delphine Arnault
Pour les articles homonymes, voir Arnault.
Delphine Arnault, née le 4 avril 1975 à Roubaix, est une femme d'affaires française. De 2001 à 2013, elle est directrice générale adjointe du comité exécutif de Dior. À partir de 2013, elle est vice-présidente adjointe de Louis Vuitton. Elle est la fille de Bernard Arnault, actionnaire majoritaire et président-directeur général du groupe de luxe LVMH.
Elle est nommée PDG de Christian Dior Couture le 11 janvier 2023.

## Biographie

### Jeunesse et formation
Elle est la fille de l'homme d'affaires français Bernard Arnault, fondateur de LVMH, et de sa première épouse Anne Dewavrin (cette dernière s'est remariée en 2001 à Patrice de Maistre). Elle a un frère cadet, Antoine Arnault (né en 1977), et trois demi-frères du second mariage de son père : Alexandre, Frédéric et Jean.
Après une classe préparatoire à Intégrale,[réf. nécessaire] elle sort diplômée en 1998[réf. nécessaire] de l'EDHEC Business School à Lille. Elle effectue ensuite des études à la London School of Economics.

### Carrière

#### Débuts professionnels
Elle travaille, à ses débuts, pour le cabinet de conseil en stratégie McKinsey & Company avant de rejoindre, en 2000, le groupe LVMH, dirigé par son père Bernard Arnault.

#### LVMH
Depuis 2003, elle est membre du conseil d'administration du groupe LVMH. Elle est également administratrice des maisons de prêt à porter Céline, Loewe et Pucci, de Moët Hennessy, M6 et associée gérante d'une société de gestion de patrimoine ; par la suite, elle devient administratrice à la 20th Century Fox ainsi que chez Havas. Elle est nommée en 2008 directrice générale adjointe de la maison Christian Dior Couture, poste qu'elle quitte en 2013 pour rejoindre le maroquinier Louis Vuitton comme directrice générale adjointe également,. 
En mai 2014, Delphine Arnault est à l'initiative du prix LVMH Prize, un concours international à destination des jeunes créateurs de mode. L'objectif pour le groupe LVMH est d'identifier les talents et designers avant-gardistes : « Il fallait distinguer le talent, la créativité, mais aussi celui ou celle que l'on pourrait le plus aider à développer son affaire », affirme Delphine Arnault.
Elle appartient, depuis 2011, au club d'influence Le Siècle.
Le groupe annonce, en avril 2020, qu'elle renonce à ses rémunérations d'avril et de mai 2020 ainsi qu'à « qu'à toute rémunération variable au titre de l'année 2020 » du fait des conséquences du coronavirus sur l'activité du groupe.
En janvier 2023, elle est nommée directrice de Dior en remplacement de Pietro Beccari. Elle est alors pressentie comme la favorite pour succéder à Bernard Arnault à la tête du groupe LVMH.

### Vie privée
Le 25 septembre 2005, Delphine Arnault épouse Alessandro Vallarino Gancia, qui, à 37 ans, est l'héritier des Gancia, une dynastie viticole italienne. Leur mariage était l'événement de l'année pour la bourgeoisie française et sa robe de mariée a été conçue par John Galliano. L'événement a eu lieu dans la ville de Bazas en présence de plusieurs célébrités des affaires (Albert Frère et Antoine Bernheim), de la mode (Karl Lagerfeld, Marc Jacobs et Hedi Slimane), des médias et de la politique (Nicolas Sarkozy, Hubert Védrine et Bernadette Chirac),. Le couple a divorcé en 2010.
Après l'élection présidentielle française de 2017, la presse révèle l'amitié qu'elle entretiendrait avec Brigitte Macron, épouse d'Emmanuel Macron,.
Elle a une fille, Élisa, née en 2012 de son union avec l'homme d'affaires Xavier Niel (patron de Free). Le couple vit dans une maison, réplique du Petit Trianon de Versailles, avec piscine et jardin, dans le quartier de la Muette, dans le 16e arrondissement de Paris. En 2021, ils achètent pour 17 millions d’euros une résidence secondaire au Cap Ferret.

## Fortune
Fille de l'homme le plus riche de France, elle est également l'une des femmes françaises les plus riches, avec une fortune estimée en 2010 à 3,9 milliards d'euros.

## Décoration
- Chevalière de la Légion d'honneur (2025)[26].